# Rubellit

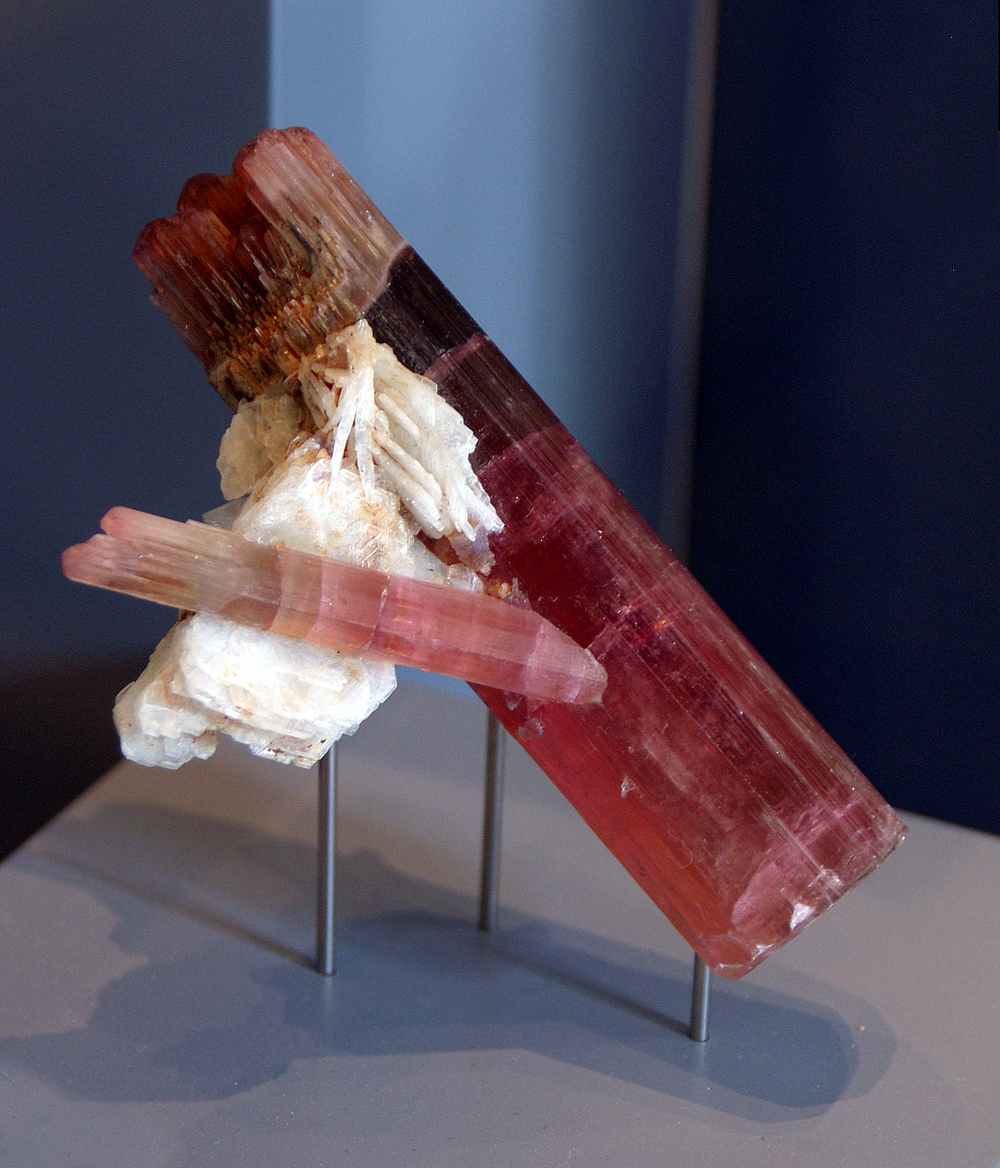
Rubellit mit Albit – Museum für Naturkunde (Berlin)

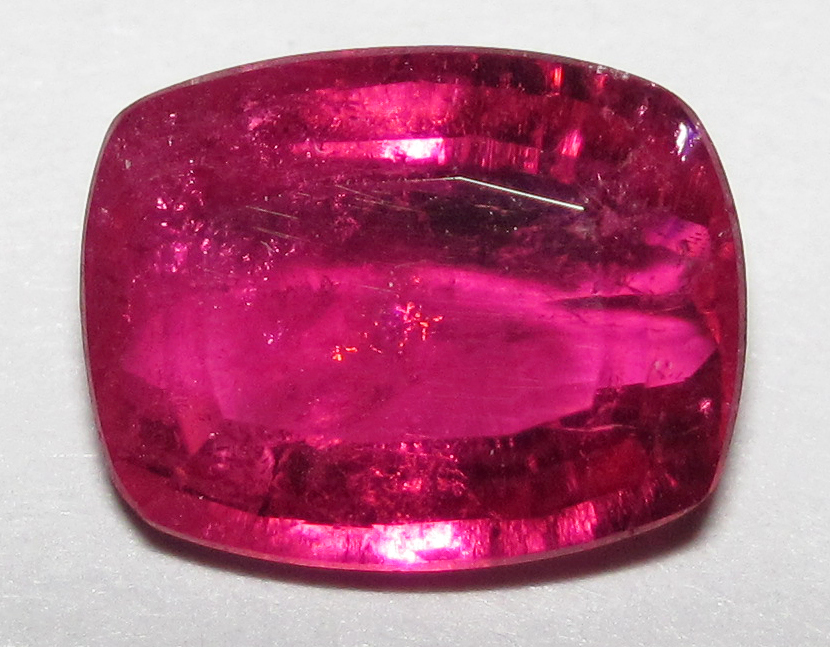
Rubellit-Schmuckstein im „Ceylon-Schliff“ (Größe: 2,25 ct)

Als Rubellit, veraltet auch Apyrit, bezeichnet man die rosa bis violette oder dunkelrote Varietät an sich farbloser Turmaline, vor allem Elbait (Na(Al1,5Li1,5)Al6(Si6O18)(BO3)3(OH)3(OH)), Fluor-Elbait, Fluor-Liddicoatit oder Rossmanit, seltener auch Dravit oder Olenit. Der Name leitet sich von dem lateinischen Wort „rubellus“ für rötlich ab.
Rubellit kommen in allen Rotstufen vor, von hellem Rosa bis zum dunklen Rot, und sind als Schmuckstein umso beliebter je näher sie den farblich guten Rubinen ähneln. Hervorgerufen wird die rosarote Farbe durch dreiwertiges Mangan (Mn3+), das als Mn2+ an Stelle von Lithium und Aluminium eingebaut und durch ionisierende Strahlung zu Mn3+ oxidiert wird. Eine Intensivierung der Farbe durch künstliche Bestrahlung ist möglich und kann durch Erhitzen wieder rückgängig gemacht werden. Diese Eigenschaft wird unter anderem dazu genutzt, zu blasse oder dunkle Kristalle für die Herstellung von Schmucksteinen farblich zu verbessern. Zudem ist die für eine Aufhellung nötige Brenntemperatur so gering, dass sie nicht nachgewiesen werden kann.
Rubellite wachsen in meist langgestreckten Prismen von dreieckigem Querschnitt. Wie alle anderen Turmaline weisen sie einen starken Dichroismus auf, das heißt, die Farbe wechselt in ihrer Intensität, wenn man den Stein in verschiedenen Winkeln durchblickt.
Turmaline allgemein und damit auch der Rubellit wurden erst Anfang des 18. Jahrhunderts in Mittel- und Westeuropa bekannt, als holländische Kaufleute sie aus Ostasien wie unter anderem Sri Lanka (ehemals Ceylon) mitbrachten.
Unter der Zarin Katharina die Große wurde die Erschließung Sibiriens vorangetrieben und während ihrer Regentschaft wurden die Turmalinvorkommen im Ural entdeckt und mit ihnen der „Sibirische Rubin“. Dieser fast rubinrote  Rubellit, war eine in aller Welt hoch geschätzte Rarität. Noch bis zum Ende der 1920er Jahre kamen Rubellite reichlich aus den Fundstätten im Ural-Gebirge in Russland. In Jekaterinburg (früher Swerdlowsk) war der Hauptsitz der Schleifindustrie für Ural-Turmaline. Heute liefern die USA, Brasilien und Madagaskar die meisten Rubellite.
Einer der bekanntesten Rubellite ist der „Große Rubin“, den König Gustav III. von Schweden im Jahr 1786 Katharina der Großen von Russland schenkte. Ebenfalls als Rubellit erwies sich der zentrale „Rubin“ auf der Vorderseite der Wenzelskrone. Zu den ältesten bekannten Turmalin-Schmuckstücken zählt eine Gemme aus der Zeit um 334–323 vor Christus, die das Profil von Alexander dem Großen ziert.